# 공동인증서

공인인증에는 공개 키와 개인 키가 필요하다

공동인증서(이전 명칭:공인인증서)는 전자 서명의 검증에 필요한 공개 키(전자서명법에는 전자서명검증정보로 표기)에 소유자 정보를 추가하여 만든 일종의 디지털 신분증(증명서) 및 디지털 인감증명이라고 할 수 있다. 공동인증서는 개인 키(전자서명법에는 전자서명생성정보로 표기)와 한 쌍으로 존재한다. 2020년 12월 10일부터 전자서명법 개정에 따라 1999년부터 가진 우월적 지위를 잃고, 공동인증서로 명칭이 변경되었다.
공동인증서는 OpenSSL의 ssl-ca나 수세 리눅스의 gensslcert와 같은 도구를 포함한 유닉스 기반 서버용으로 작성되었다. 비대면 온라인 방식의 전자상거래에서 상대방과의 계약서 작성, 신원확인 등에 전자서명이 필요하며 동시에 공인인증서로 해당 전자서명을 생성한 자의 신원을 확인하게 된다.
공개키 기반 구조 (PKI)는 전자서명을 생성하고 검증하는데 사용되는 개인키와 공개키를 안전하게 나누어주는 역할을 담당하는 신뢰된 제3자(인증기관)의 존재를 전제로 하고 있다. 한국의 공동인증서 제도 역시 공개키 기반구조에 입각한 제도이다. 공개키 기반구조에 입각한 인증서는 서버의 신원을 확인하는데 사용되는 서버인증서와 이용자의 신원을 확인하는데 사용되는 개인인증서로 나누어 볼 수 있다. 한국의 공동인증서도 이 두가지 용도에 모두 사용될 수는 있지만, 한국의 공동인증서를 서버인증서로 사용할 경우, 파이어폭스 웹브라우저는 그러한 서버인증서를 신뢰하지 않으므로 현실적으로 서버 신원 확인 용도로 한국의 공인인증기관이 발급한 서버인증서를 사용하기는 무리가 따른다. 한국의 공동인증서는 따라서 개인인증서로 주로 사용되고 있다.
한국의 공동인증서 및 개인키 역시 파일 양식 자체는 국제표준을 따르고 있지만, 그 파일들이 보관, 저장되는 위치와 방법이 독특하여 웹브라우저로는 사용이 불가능하였었다. 그 결과, 한국의 공동인증서를 이용하려면 이용자가 추가 프로그램을 반드시 설치해야만 했었다. 그러나 이후 액티브X나 EXE 등 플러그인 없이, 웹 표준 HTML5 기반의 비설치형 인증 프로그램 등이 이용되어 공동인증서를 브라우저에 저장해 사용할 수 있는 '브라우저 인증' 서비스를 2015년 이후, KB국민은행, 신한은행, NH농협은행 등 시중은행 및  대구은행 등 지방은행들에서 적용했다. 추가로, 인증 프로그램 외에 각종 보안 프로그램의 비설치는 OTP나 가상 키보드 등으로 이용 시에 가능하도록 했다.
공동인증서가 은행별로 로컬 브라우저에 각각 저장되는 점을 보완해 활용 범위를 금융권뿐 아니라 전자정부 서비스로도 넓혀 연동되게끔 금융결제원은 "'브라우저 공동인증서비스'를 (2018년) 7월 도입하기 위해 시중은행과 행정안전부와 논의를 마쳤다"면서 "향후 은행별로 일정을 조율해서 서비스를 오픈할 것"이라고 밝혔다. 현재 범용 호환성을 장점으로하는 브라우저 인증서가 도입되어 이용되고 있다.
인증서는 원래 금융거래에만 사용되는 것이 아니라, 모든 전자적 거래(금전적이건 비금전적이건)에서 당사자의 신원을 확인하거나, 전자서명을 하는 용도로 사용될 수 있고, 한국의 공인인증서도 물론 그런 다양한 용도로 사용될 수 있다. 그러나 현실적으로 공인인증서는 전자금융거래에서 주로 사용되고 있다. 금융위원회는 전자금융거래에 "공인인증서 등"을 사용하도록 강제하고 있다가 의무사용을 폐지했다.
한편 은행및 정부는 범용의 기업용 인증서를 광범위하게 대체할 수 있는 저렴하고 안정된 금융 및 행정용 및 국세청용 공인인증서를 제공하고 있으며 상대적으로 활용도가 높은 것으로 알려져있다. 그러나 조달청 또는 특허청등 모든분야에서 이를 사용하기 위해서는 여전히 범용 공인인증서를 발급받아야한다. 또한 은행등은 공동인증서의 발전된 형태로 블록체인기술을 개발한 편리한 뱅크사인 및 QR코드 사용을 병행하고있다.

## 관련법령 및 제도

### 전자서명법
대한민국에서는 1999년 전자서명법을 제정하고 공인인증서의 발급 및 관리의 체계를 마련하였다. 행정안전부장관이 지정한 공인인증기관에서 발급한 인증서를 공인인증서라 하며 기타 인증기관에서 발급한 인증서를 사설인증서라 부른다.
공인인증서가 사용되는 분야는 온라인 뱅킹·증권거래·인터넷을 통한 카드 결제·보험 등의 금융업무와 전자세금계산서·전자입찰·전자계약 등의 기업 조달업무, 정부에서 제공하는 전자민원·전자정부 업무 등이 있다.
공인인증서 발급에 필요한 서류는 다음과 같다.
- 개인 : 신청서 1부, 신분증 사본 1부
- 법인, 개인사업자, 단체 : 신청서 1부, 사업자등록증 사본 1부, 인감증명서 또는 대표자 개인인감증명 원본 1부, 신청서 상에 기재된 대리인의 신분증 사본 1부

### 전자정부법
전자정부법에 의해 정부인증기관에서 발급하는 행정전자서명 인증서로 생성된 전자서명을 행정전자서명이라 한다. 이를 전자관인이라 부르기도 한다.

### 공인전자서명과 행정전자서명의 비교
| 구분            | 공인전자서명 인증체계 | 행정전자서명 인증체계                                                         |
| --------------- | --- | ----------------------------------------------------------------------------- |
| 명칭            | 국가 공개 키 기반 구조 (National Public Key Infrastructure, NPKI)                                                                                                 | 정부 공개 키 기반구조 (Government Public Key Infrastructure, GPKI)            |
| 주관기관        | 과학기술정보통신부 한국인터넷진흥원 | 행정안전부 행정전자서명인증관리센터                                           |
| 근거법령        | 전자서명법(1999년 2월 제정) | 전자정부법(2001년 3월 제정)                                                   |
| 최상위 인증기관 | 한국인터넷진흥원(KISA) | 행정전자서명인증관리센터                                                      |
| 인증기관        | 한국정보인증(KICA) 코스콤(KOSCOM) 금융결제원(KFTC) 한국전자인증(KECA) 한국무역정보통신(KTNET) 한국정보사회진흥원 (구 전산원, 2008년에 한국정보인증으로 업무 이관) | 교육부 국방부 행정안전부 대검찰청 병무청 대법원(법원 행정처)                  |
| 등록기관        | 은행, 증권회사 등 등록대행기관 | 29개 기관: 대통령비서실 등 13개 중앙행정기관, 서울특별시 등 17개 지방자치단체 |
| 발급대상        | 자연인 또는 법인, 서버 및 기계장치 | 행정기관, 보조기관, 보좌기관 및 공무원                                        |
| 용도            | 전자 상거래, 전자정부 | 행정행위                                                                      |

### 공인인증서 상호연동
전자서명법에 의해 지정된 대한민국의 6개 공인인증기관(2014년 2월 현재 5개 공인인증기관)은 2003년 1월 공인인증서상호연동협약을 체결하고, 2003년 6월부터 모든 전자거래에서 공통으로 사용할 수 있는 범용 공인인증서를 발급하기 시작하였다. 

범용 공인인증서를 과거에는 상호연동 공인인증서, 전자거래 공인인증서, 1등급 공인인증서라 표기했으며 최근에도 가끔 혼용해서 표기된다.

## 공인인증기관
| 회사이름                | 브랜드                   | 홈페이지                  | 주소                                                             | 연락처    | 주요 등록대행기관                                   |
| ----------------------- | ------------------------ | ------------------------- | ---------------------------------------------------------------- | --------- | --------------------------------------------------- |
| 한국정보인증(KICA)      | 사인게이트 (SIGNGATE)    | http://www.signgate.com   | 경기도 성남시 분당구 판교로 242, C동 5층(삼평동, 판교디지털센터) | 1577-8787 | 상공회의소, 우체국, 조달청, 중소기업종합지원센터 등 |
| 코스콤(KOSCOM)          | 사인코리아 (SIGNKOREA)   | http://www.signkorea.com  | 경기 안양시 동안구 호계동 1026-7 B동 3층                         | 1577-7337 | 증권사, 아이티네이드 등                             |
| 금융결제원(KFTC)        | 예스사인 (YESSIGN)       | http://www.yessign.or.kr  | 서울시 강남구 역삼동 717 금융결제원                              | 1577-5500 | 은행                                                |
| 한국전자인증(KECA)      | 크로스서트 (CROSSCERT)   | http://www.crosscert.com  | 서울시 서초구 서초동 1674-4 하림빌딩 7층                         | 1566-0566 | 상공회의소, 중소기업종합지원센터 등                 |
| 한국무역정보통신(KTNET) | 트레이드사인 (TRADESIGN) | http://www.tradesign.net/ | 서울 강남구 삼성동 트레이드타워 32층                             | 1566-2119 | 상공회의소 등                                       |

### 사업자범용공인인증센터
| 회사이름           | 브랜드                  | 홈페이지                   | 주소                                                   | 연락처    |
| ------------------ | ----------------------- | -------------------------- | ------------------------------------------------------ | --------- |
| 한국범용인증센터   | 트레이드사인(TRADESIGN) | http://www.certbiz.com/    | 광주광역시 첨단과기로 313, 505호(대촌동, 하이테크센터) | 1544-5742 |
| 한국사업자인증센터 | 사인코리아(SIGNKOREA)   | https://www.kosignbiz.com/ | 광주광역시 첨단과기로 313, 505호(대촌동, 하이테크센터) | 1644-4074 |

### 인증서
| 종류             | 요금                                                                     | 발급받는 방법 |
| ---------------- | ------------------------------------------------------------------------ | --- |
| 범용             | (개인)4400원 (부가세포함)                                                | 은행,상호금융기관,우체국 또는 증권회사에 온라인 계좌를 보유한 자는 홈페이지에 로그인 하여 발급받는다. 이때 해당 기관에서 발급받은 보안카드, 계좌비밀번호 등이 필요하다.              |
| 범용             | (개인)4400원 (부가세포함)                                                | 공인인증기관의 홈페이지에 안내되어 있는 등록대행기관을 방문하여 발급받는다. 신분증 지참 필요하며, 신청인 본인이 직접 방문하여야 한다.(가입 대상이 미성년자가 아닐경우 대리발급 불가) |
| 은행/카드/보험용 | 가입자는 무료 (해당 대행기관이 인증기관 "금융결제원"에 요금을 대납한다.) | 은행,상호금융기관,우체국 등에서 인터넷뱅킹을 신청하고 해당기관 홈페이지에 로그인하여 발급받는다. 이때 해당 기관에서 발급받은 보안카드, 계좌비밀번호 등이 필요하다.                   |
| 증권/카드/보험용 | 가입자는 무료 (해당 증권회사가 인증기관 "코스콤"에 요금을 대납한다.)     | 증권회사에서 온라인 증권거래 계좌를 개설하고 증권회사 홈페이지에 로그인하여 발급받는다. 이때 해당 증권회사에서 발급받은 보안카드, 계좌비밀번호 등이 필요하다.                        |
| 특정목적용       | 가입자는 무료                                                            | 특정 서비스 이용을 위한 인증서이며, 발급 방법은 범용인증서와 같다. |

### (법인/개인)사업자용인증서
| 종류                        | 요금                                                  | 발급받는 방법 |
| --------------------------- | ----------------------------------------------------- | --- |
| 범용                        | 11만원(부가세포함)                                    | 공인인증기관의 홈페이지에 안내되어 있는 등록대행기관을 방문하여 발급받는다.또는 인증기관 직원이 신청인을 내방하여 신원확인을 수행하고 인증서를 발급할수도 있으나 별도의 요금이 부과될 수 있다. 범용인증서는 조달청 및 특허청의 특정 목적용을 포함하는 모든곳에서 호환된다. |
| 은행등 금융권 및 전자정부용 | (4,4000 부가세포함)은행 기관 홈페이지 참고            | 공인인증기관의 홈페이지에 안내되어 있는 등록대행기관을 방문하여 발급받는다.또는 인증기관 직원이 신청인을 내방하여 신원확인을 수행하고 인증서를 발급할수도 있으나 별도의 요금이 부과될 수 있다. 범용인증서는 조달청 및 특허청의 특정 목적용을 포함하는 모든곳에서 호환된다. |
| 국세청 전자세금계산서용     | (4,4000 부가세포함)은행 등 공인인증기관 홈페이지 참고 | 공인인증기관의 홈페이지에 안내되어 있는 등록대행기관을 방문하여 발급받는다.또는 인증기관 직원이 신청인을 내방하여 신원확인을 수행하고 인증서를 발급할수도 있으나 별도의 요금이 부과될 수 있다. 범용인증서는 조달청 및 특허청의 특정 목적용을 포함하는 모든곳에서 호환된다. |
| 특정목적용                  | 해당 인터넷 사이트 홈페이지 참고                      | 공인인증기관의 홈페이지에 안내되어 있는 등록대행기관을 방문하여 발급받는다.또는 인증기관 직원이 신청인을 내방하여 신원확인을 수행하고 인증서를 발급할수도 있으나 별도의 요금이 부과될 수 있다. 범용인증서는 조달청 및 특허청의 특정 목적용을 포함하는 모든곳에서 호환된다. |

## 공인인증서의 용도
| 대구분              | 소구분                            | 용도                                                                 | 관련사이트                                                  |
| ------------------- | --------------------------------- | -------------------------------------------------------------------- | ----------------------------------------------------------- |
| 금융                | 인터넷뱅킹                        | 인터넷뱅킹 홈페이지 로그인 및 계좌이체                               |                                                             |
| 금융                | 온라인증권거래                    | 온라인증권거래(HTS) 로그인 및 증권매도/매수 주문                     |                                                             |
| 금융                | 신용카드 결제                     | 쇼핑몰 등에서 신용카드 온라인 결제(30만원 이상은 의무사용)           |                                                             |
| 금융                | 보험업무                          | 온라인 보험 가입 또는 관련 증명서 발급                               |                                                             |
| 금융                | 지로납부                          | 지로요금, 공과금, 범칙금, 세금 납부                                  | http://www.giro.or.kr                                       |
| 기업전자상거래(B2B) | 입찰                              | 온라인 입찰서 제출 (조달청, 공공기관, 대기업 등)                     | http://www.certbiz.com                                      |
| 기업전자상거래(B2B) | 계약                              | 온라인 계약서 작성 및 승인                                           | http://www.certbiz.com                                      |
| 기업전자상거래(B2B) | 세금계산서                        | 매출세금계산서 작성 및 승인                                          | http://www.certbiz.com                                      |
| 민원업무(공공/행정) | 실적신고                          | 건설협회, 화학물질관리협회 등의 온라인 실적신고                      |                                                             |
| 민원업무(공공/행정) | 증명서발급                        | 건설협회, 무역협회 등의 온라인 증명서 발급업무                       |                                                             |
| 부동산              | 아파트 온라인 청약                | 공공, 민영 아파트 인터넷 청약                                        |                                                             |
| 의료                | 전자처방전, 전자의무행정          |                                                                      |                                                             |
| 정부민원업무        | 대한민국전자정부포탈              | 정부민원업무 포탈서비스                                              | http://gov.kr                                               |
| 정부민원업무        | 헌법재판소 전자헌법재판센터       | 전자접수, 전자송달                                                   | http://ecourt.ccourt.go.kr                                  |
| 정부민원업무        | 대법원 인터넷등기소               | 부동산등기, 법인등기                                                 | http://www.iros.go.kr 보관됨 2021-02-24 - 웨이백 머신       |
| 정부민원업무        | 대법원 가족관계등록시스템         | 가족관계등록부 발급(가족관계증명서, 기본증명서 등)                   | https://efamily.scourt.go.kr                                |
| 정부민원업무        | 국세청 홈택스                     | 국세납부, 연말정산 등                                                | http://www.hometax.go.kr                                    |
| 정부민원업무        | 관세청 인터넷통관포탈             | 수출입통관, 관세환급, 요건확인                                       | http://portal.customs.go.kr 보관됨 2006-07-18 - 웨이백 머신 |
| 정부민원업무        | 행정안전부 정부24                 | 토지대장열람, 주민등록등초본교부, 건축물대장 등초본교부, 전입신고 등 | http://gov.kr                                               |
| 정부민원업무        | 행정안전부 WETAX(위택스)          | 지방세 납부                                                          | http://www.wetax.go.kr                                      |
| 정부민원업무        | 서울시 ETAX(이택스)               | 서울시 지방세 납부                                                   | http://etax.seoul.go.kr                                     |
| 정부민원업무        | 서울시 법인세무조사시스템         | 서울시 인터넷서면조사                                                | http://biztax.seoul.go.kr 보관됨 2020-02-14 - 웨이백 머신   |
| 정부민원업무        | 조달청 나라장터                   | 정부 및 공공기관의 용역, 시설, 물품 등의 입찰                        | http://www.g2b.go.kr                                        |
| 정부민원업무        | 병무청                            | 입영,징병검사,특기 선택 등의 병무청 민원업무                         | http://www.mma.go.kr                                        |
| 정부민원업무        | 교육부 나이스 대국민 서비스       | 각종 교육 관련 민원업무                                              | http://www.neis.go.kr                                       |
| 정부/공공기관업무   | 행정안전부                        | 정부, 공공기관의 전자문서 전달업무                                   | http://www.gdoc.go.kr                                       |
| 정부/공공기관업무   | 특허청 특허로                     | 전자출원업무                                                         | http://www.kiporo.go.kr 보관됨 2009-01-21 - 웨이백 머신     |
| 무역                | 한국무역정보통신                  | 무역,통관,물류,전자신용장,전자수납 등                                | http://www.ctradeworld.com 보관됨 2009-08-25 - 웨이백 머신  |
| 무역                | 중소벤처기업부 수출지원시스템     | 해외인증획득지원 등                                                  | http://www.exportcenter.go.kr                               |
| 무역                | 상공회의소 원산지증명 발급 시스템 | 원산지증명 온라인 발급                                               | http://cert.korcham.net                                     |
| 무역                | 전략물자관리원 전략물자관리시스템 | 전략물자 판정 및 신고                                                | http://www.yestrade.go.kr                                   |

## 같이 보기
- 공개 키 기반 구조
- 주민등록번호
- X.509
- 전자계약
- 인감증명